# Olaszfalu, Veszprém
Olaszfalu  este un sat în districtul Zirc, județul Veszprém, Ungaria, având o populație de 1.134 de locuitori (2011). 

## Demografie
Componența etnică a satului Olaszfalu
     Maghiari (95,79%)
     Germani (4,21%)
Componența confesională a satului Olaszfalu
     Romano-catolici (67,55%)
     Fără religie (4,23%)
     Reformați (3,79%)
     Necunoscută (23,9%)
     Luterani (0,53%)
     Alte religii (0,62%)
Conform recensământului din 2011, satul Olaszfalu avea 1.134 de locuitori. Din punct de vedere etnic, majoritatea locuitorilor (95,79%) erau maghiari, cu o minoritate de germani (4,21%).  Din punct de vedere confesional, majoritatea locuitorilor (67,55%) erau romano-catolici, existând și minorități de persoane fără religie (4,23%) și reformați (3,79%). Pentru 23,9% din locuitori nu este cunoscută apartenența confesională.